# 대전상업고등학교 축구단
대전상업고등학교 축구부는 대전광역시에 위치한 대전상업고등학교의 축구부이다. 우송고등학교가 운영했었던 축구부로 2001년에 일반계 고등학교로 전환되면서 해체 되었다.

## 참고 문헌
- “KFA 통합경기정보 시스템”. 대한축구협회.

## 같이 보기
- 우송고등학교